# ピーターソン国際経済研究所
以前は国際経済研究所（ The Institute for International Economics、 IIE ）として知られていたピーターソン国際経済研究所（The Peterson Institute for International Economics 、 PIIE ）は、ワシントンD.C.に拠点を置く米国のシンクタンクである。1981年にC.フレッド・バーグステンによって設立され、現在はアダム・ポーゼンが率いている。
この研究所は、研究、政策提言、米国経済と国際経済に関連する幅広い話題に関する本の出版や記事の公開を行っている。
2015年のグローバルシンクタンクインデックスレポート（ペンシルベニア大学シンクタンクおよび市民社会プログラム）によると、PIIEは「世界のトップシンクタンク」で20位（150社中）、「米国のトップシンクタンク」で13位（60社）であった。

## 歴史
この研究所は、ドイツのマーシャル基金（GMF）からの提案に応えて、1981年にC.フレッド・バーグステンによって設立された。GMFのフランク・ロイ理事長と外交問題評議会のレスリー・ゲルブ理事長は、最近の地政学的な出来事に照らして国際経済の重要性の高まりを評価することに焦点を当てた研究機関を設立するようバーグステンに要請した。1970年代、リチャード・ニクソン大統領による金本位制の廃止、1973年の第一次石油ショック、最初のG5サミットの開催が、新しいPIIEに、専門家、学者、政策立案者を集めて、国際経済問題に関する政策指向の研究を行うように促すことになった。
GMFは最初の400万ドルを研究所に拠出し、 PIIEの初代会長は、ニクソンの国際経済政策評議会および商務長官を務めたピーターG.ピーターソンが就任した。アンソニー・M・ソロモン（財務省次官兼ニューヨーク連邦準備銀行総裁）とリチャード・N・クーパー（国家安全保障会議のコンサルタント）も1970年代初頭にPIIEに加わった。
1980年代から1990年代にかけて、PIIEは拡大し、ワシントンD.C.で最も国際的に認められたシンクタンクの1つになった。
1991年にフォード財団は大規模な助成金を提供し、PIIEの主要な支援者でもあった。
1990年代に、PIIEは、メンバーのために寄付基金教授職を設けた。1つはゼネラル・エレクトリックの元CEOであるレジナルド・ジョーンズに敬意を表して、もう1つはJPモルガンの元CEOであるデニス・ウェザーストーンに敬意を表してである。
2001年にデュポン・サークル 11番地 からマサチューセッツ・アベニューの現在の建物に移転した。
2006年、PIIEの25周年記念の資金調達キャンペーンが行われ、かなりの額の基金が創設された。以前は国際経済研究所として知られていたが、同年、資金調達キャンペーンでのピーターG. ピーターソンの役割と、1980年代初頭からの研究所への長年の貢献を認めて名前が変更された。ニューヨークでの会議には、アラン・グリーンスパン元連邦準備制度理事会議長、ロバート・ルービン元財務長官、ジャン＝クロード・トリシェ欧州中央銀行総裁など多くの主要な経済学者が出席した。
アダム・ポーゼンは、2013年1月1日に理事長としてバーグステンを引き継ぎいだ。2018年春には、マイケル A. ピーターソンは、 父親のピーターG. ピーターソンの後任として会長に就任した。
研究所の年間予算は約1200万から1300万ドルであり、財団、民間企業、個人、および出版物と資本基金からの収入によって財政的に支えられている。

## 著名な学者
ピーターソン研究所の上級研究者は次のとおり（2021年9月現在）。
- アダム・ポーゼン、理事長
- C.フレッドバーグステン、非常勤シニア・フェローおよび名誉ディレクター
- オリヴィエ・ブランチャード、C.フレッド・バーグステン シニア・フェロー
- マーカス・ブルナーマイヤー、非常勤シニア・フェロー
- ウィリアム・R・クライン、名誉シニア・フェロー
- ホセ・デ・グレゴリオ、非常勤シニア・フェロー
- カレン・ディナン、非常勤シニア・フェロー
- ジェイソンファーマン、非常勤シニア・フェロー
- アンナ・ゲルパーン、非常勤シニア・フェロー
- ピネロピコウジアノウゴールドバーグ、非常勤シニア・フェロー
- アナベル・ゴンザレス（英語版） 、非常勤シニア・フェロー
- パトリックホノハン、非常勤シニア・フェロー
- ダグラスアーウィン、非常勤シニア・フェロー
- ロバート・Z・ローレンス、非常勤シニア・フェロー
- モーリス・オブストフェルド、非常勤シニア・フェロー
- ジャン・ピサーニ-フェリー、非常勤シニア・フェロー
- アーヴィンド・サブラマニアン、非常勤シニア・フェロー
- ニコラス・ヴェロン、シニア・フェロー
- ジャスティン・ウォルファーズ、非常勤シニア・フェロー

以前の研究者には、マイケル・ムッサ、カーメン・ラインハート、ダニ・ロドリック、エドウィン・M・トルーマン、ジョン・ウィリアムソンがいる。ジョン・ウィリアムソンは、研究所で働いている間に「ワシントンコンセンサス」という用語を作り出した。

## 研究分野
- 「債務と開発」–腐敗とガバナンス、債務救済、対外援助/技術支援、技術と発展途上国、移行経済国、世界銀行、地域開発銀行。
- 「グローバリゼーション」–グローバリゼーションの政治、グローバリゼーションと労働、グローバリゼーションと環境、移民、問題と影響。
- 「国際金融/マクロ経済学」–為替相場制度/金融政策、金融、投資、債務、世界金融危機、国際通貨基金、新経済と生産性、世界経済。
- 「国際貿易と投資」–競争政策、コーポレートガバナンス/透明性、Eコマースとテクノロジー、経済制裁、エネルギー、外国直接投資、知的財産権、地域貿易ブロック、サービス、税務政策、WTOおよびその他のグローバル機関。
- 「米国の経済政策」–経済制裁、対外援助/技術支援、貿易紛争、貿易促進局、米国の金融/財政政策、米国の貿易政策。

### 2017年の税制改革の議論
ピーターソン研究所は、トランプ政権による税法改正の提案に関する研究の最前線に立ち、先進国経済の比較分析により税の抜け穴を塞がない限り、税制改正議論は財政赤字を増やすだけに終わることを示してきた。 

## 建物

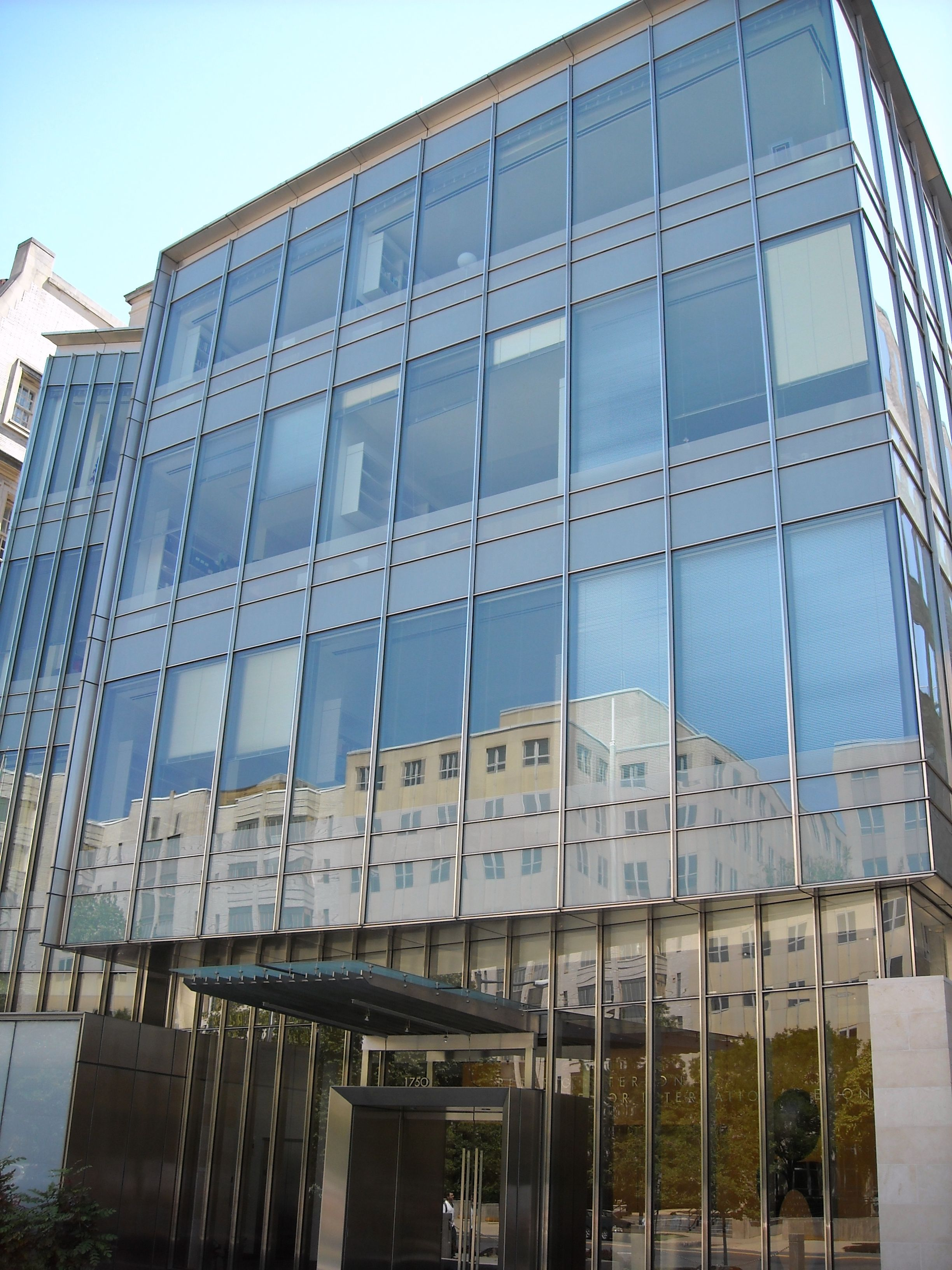
ピーターソン国際経済研究所ビル

2001年、ピーターソン研究所は、ワシントンD.C.の北西部にあるマサチューセッツ・アベニュー1750番地（エンバシーロウ）に建設した建物に移転した。ブルッキングス研究所の本館の向かい、カーネギー国際平和基金の対角線上で、ポールH.ニッツェ高等国際研究大学院の隣にある。
建物は、コーン・ペダーセン・フォックス建築事務所のジェームズ・フォン・クレンペラーによって設計された。その最先端の会議センターは、研究所の創設者である C.フレッド・バーグステンにちなんで名付けられた。彫刻庭園は、研究所の恩人であるアンソニーM.ソロモンにちなんで名付けられた。建物のある部分にはステファン・シュミハイニーによる彫刻、研究所の元ディレクター、ジョアン・ミロとの絵画エリザベスマレー。また、ウィリアムM.ケックII、ジョンM.イェーツ大使、アンソニーM.ソロモンから寄贈された中国とアフリカの芸術のコレクションなどなど寄贈された芸術品でが飾られている。
この建物は、ワシントン・ビジネスジャーナルから2001年の最優秀建築賞、2003年にはアメリカ建築家協会からベストデザイン賞を受賞し、元米国財務副長官兼国務副長官のスチュアート・アイゼンスタットは、ピーターソン研究所の建物は「国際経済学にとって、ルースがヤンキースタジアムを建てた家が野球であった」と述べた。ワシントンポストの建築評論家ベンジャミンフォーゲイによる現代のレビューでは、「これはとてもきれいな建物で、それだけで見るのが素敵です」と述べ、そのプロポーションは「満足」であり、技量は「素晴らしい」と感想を述べている。

## 批判
2016年に発行されたニューヨークタイムズの意見記事で、スティーブン・ラトナーは、ピーターソン研究所の新しい建物を「チーム・グローバリゼーションおよび自由貿易応援団のロッカールーム」と呼んだ。ラトナーによると、国境を閉鎖したり、世界から撤退したりするべきではないが、自由貿易には勝者と敗者があり、たとえば税制による所得の再分配など、「敗者にもっと敏感になり、助けようとする必要がある」が私たちはそれをやっていないと述べた。彼はさらに、北米自由貿易協定が特に製造業においてアメリカの仕事をメキシコに移すと言ったとき、ロス・ペローが正しかったとも述べた。2009年から2013年にかけて、アメリカの自動車製造部門の雇用は23％増加し、56万人から69万人になった。しかし、メキシコの自動車部門の雇用は368,000人から589,000人、つまり 60％増加した。「221,000人以上のメキシコ人が就職できたことをうれしく思う。しかし、正直に言うと、国境がなければ、それらの仕事の多くはアメリカで行われたでしょう」と彼は書いている。彼は、アメリカの自動車製造業の賃金が12.7％下がっていること、さらに、アメリカの自動車製造業の時給は35.67ドルでメキシコでは6.36ドルであることを指摘した。当時、ピーターソン研究所の所長だったアダム・ポーゼンは、あらゆる業界の「フェチ化」は「不道徳」であると答えた。
中国政府系とされるファーウェイ社やロニー・チャンなどからのPIIEへの寄付については、批判的な関心を集めている。